# 舟島村
舟島村（ふなしまむら）は茨城県稲敷郡にかつて存在した村である。

## 地理
- 現在の阿見町の北東部、美浦村の北西部に位置する。
- 村は霞ヶ浦の南岸に位置している。
- 村域は台地と平地が入り組む谷戸が多い地形になっている。

## 歴史
村名は船子村の船（舟）と島津村の島を組み合わせて舟島村となった。

### 村域の変遷
- 1889年（明治22年）4月1日 - 町村制施行により、船子村・島津村・竹来村・掛馬村が合併し信太郡舟島村が発足。
- 1896年（明治29年）4月1日 - 信太郡は河内郡と合併し稲敷郡が発足。稲敷郡舟島村となった。
- 1955年（昭和30年）
  - 4月1日 - 舟島村の一部（舟子）は安中村・木原村ととも合併し霞村が発足。同日、美浦村に改称。
  - 4月20日 - 舟島村は阿見町に編入され、消滅。

変遷表
| 1868年 以前 | 1868年 以前 | 明治22年 4月1日 | 明治29年 4月1日 | 明治29年 4月1日 | 昭和30年             | 昭和30年      | 現在   |
| 1868年 以前 | 1868年 以前 | 明治22年 4月1日 | 明治29年 4月1日 | 明治29年 4月1日 | 4月1日               | 4月20日       | 現在   |
| ----------- | ----------- | --------------- | --------------- | --------------- | -------------------- | ------------- | ------ |
|             | 島津村      | 舟島村          | 稲敷郡 発足。   | 舟島村          | 舟島村               | 阿見町 に編入 | 阿見町 |
|             | 竹来村      | 舟島村          | 稲敷郡 発足。   | 舟島村          | 舟島村               | 阿見町 に編入 | 阿見町 |
|             | 掛馬村      | 舟島村          | 稲敷郡 発足。   | 舟島村          | 舟島村               | 阿見町 に編入 | 阿見町 |
|             | 船子村      | 舟島村          | 稲敷郡 発足。   | 舟島村          | 霞村 即日改称 美浦村 | 美浦村        | 美浦村 |

## 人口・世帯

### 人口
総数 [単位： 人]
| 1891年（明治24年） | 1,890 |
| 1912年（大正元年） | 2,273 |
| 1920年（大正 9年） | 2,321 |
| 1935年（昭和10年） | 2,421 |
| 1950年（昭和25年） | 2,753 |

### 世帯
総数 [単位： 世帯]
| 1920年（大正 9年） | 447 |
| 1935年（昭和10年） | 433 |
| 1950年（昭和25年） | 472 |

## 交通

### 道路
- 二級国道
  - 国道125号